# Klasse! Wir singen
Klasse! Wir singen ist ein musikpädagogisches Projekt für Schüler bis zur 7. Klasse, das ursprünglich in Braunschweig initiiert und später in weitere Bundesländer übertragen wurde. Es ist eine Aktion, die das Singen von Kindern in Schule und Freizeit dauerhaft fördert und speziell Kinder anspricht, die bisher nicht zum „Selbersingen“ geführt wurden.

## Konzept
Gerd-Peter Münden ist der geistige Urheber von „Klasse! Wir singen“. Die Konzeption ist einfach und bei allen Aktionen unverändert geblieben. Speziell bei Kindern, die bisher nie im Chor gesungen haben, führt die Teilnahme an einem großen Schlusskonzert im Chor mit tausenden anderer Kinder, Licht, Band und Bühne zu einem Motivations- und Selbstvertrauensschub. Gleichzeitig wird den Kindern ein gemeinsamer Liederkanon vermittelt, der die Kinder befähigt, auch außerhalb der Schule miteinander zu singen. Durch die CD zum häuslichen Üben werden auch ganze Familien ins Singen einbezogen. Das Mottolied Klasse! Wir singen wurde von Brigitte Antes und Gerd-Peter Münden geschrieben.
Die Aktion eignet sich für Kinder der Klassen 1 bis 7. Das Projekt will nicht den Superstar der Region finden, vielmehr geht es um ein erfülltes musikalisches Miteinander, unabhängig von Herkunft und Bildungsgrad. Kinder mit und ohne Beeinträchtigung aus allen Kulturen erfahren den Spaß am gemeinschaftlichen Singen. Die Planung, Koordination und Ausführung der „Liederfeste“ wird durch ein Organisationsbüro gesteuert.
Ungewöhnlich für ein kulturelles Projekt dieser Art ist, dass das Projekt ohne öffentliche Mittel auskommt. Es finanziert sich über drei Säulen:
- Die Kinder finanzieren über ein Teilnehmerbeitrag von zehn Euro das Lernmaterial, dass sie auch behalten dürfen (Liederbuch, Lern-CD mit allen Liedern als Chor- und Karaokeversion, Identifikation stiftendes T-Shirt). Die Kosten für die beitragsbefreiten Kinder (Kinder mit einem ALG II-Hintergrund, geflüchtete Kinder und Kinder aus kinderreichen Familien) bringen die Sponsoren Rossmann und Procter & Gamble auf.
- Die Besucherkarten refinanzieren die Liederfeste (Eintritt 2019: 7,80 € - 14,80 € für Erwachsene („Förderwillige“ bis zu 20 €), Kinder 4,80 € - 10,80 €; Eltern und Geschwisterkinder, die ALG II beziehen oder geflüchtet sind, erhalten die Eintrittskarte gegen eine Schutzgebühr von 1 €)
- Die Organisation wird von Sponsoren finanziert, die auch die Kosten für die beitragsbefreiten Kinder und für die ermäßigten Eintrittskarten für die Eltern aus Hartz-IV-Familien sowie Geflüchtete aufbringen.

Träger der Aktion ist der gemeinnützige Verein Singen e. V. mit dem Vorsitzenden Gerd-Peter Münden und mit Sitz in Braunschweig. Der Verein besteht nach eigenen Angaben aus acht Mitgliedern. Die Finanzen des Vereins sind nicht öffentlich.

## Drei-Sinne-Methode
Zur Einübung des Liederkanons steht den teilnehmenden Lehrkräften die „Drei-Sinne-Methode“ als Hilfestellung zur Verfügung. Diese sieht vor, die Liedtexte unter Einbeziehung der auditiven Wahrnehmung (hören), der visuellen Wahrnehmung (sehen) und der taktilen Wahrnehmung (fühlen) zu erlernen.
Teil der „Drei-Sinne-Methode“ ist eine auf jedes Lied abgestimmte Choreografie, die den Liedtext durch eine visuelle Sprache, das heißt durch an den Text angepasste Bewegungen und Gestiken, begleitet. Die Kinder hören somit das Lied, sehen die mit dem Text verbundenen Gesten bei der Lehrkraft, machen diese Bewegungen nach und spüren dadurch selbst ihren Körper. Durch Einbeziehung der drei Sinne erlernen die Kinder die Texte wesentlich schneller und nachhaltiger als mit reinem Vor- und Nachsingen.

## Geschichte
2003 hatte Gerd-Peter Münden die Idee, durch ein gemeinsames Singen in einer großen Halle, Kinder, die bisher nicht gesungen haben, für das Singen zu begeistern. Nach vierjähriger Planungsphase entstand daraus das Projekt. Das Pilotprojekt startete 2007 in Braunschweig, wo insgesamt 28.000 Kinder in 10 Konzerten, den sogenannten Liederfesten, in der Volkswagen Halle in Braunschweig vor insgesamt über 40.000 Zuschauern sangen. Wiederaufgenommen wurde das Projekt 2011. In allen großen Städten Niedersachsens traten die aus Schulklassen bestehenden Chöre mit insgesamt 135.000 Teilnehmern auf. Große Veranstaltungsorte waren beispielsweise die Weser-Ems-Halle in Oldenburg, die TUI Arena in Hannover und die Volkswagen Halle in Braunschweig. Im Jahr 2012 kam das Projekt erstmals auf Initiative des dortigen Domkantors Tobias Brommann nach Berlin. 2013 gastierte Kasse! Wir singen in Westfalen. In den Folgejahren kamen immer mehr Standorte dazu, die in der Regel in einem Turnus von drei Jahren bespielt werden. Die Liederfeste werden von einem Moderatorenteam (Elke Lindemann, Tobias Brommann, Jan Brögger, Michael Cordes und Gerd-Peter Münden) geleitet.
Musikalische Botschafter waren von Januar 2014 bis 2017 Rudolf Schenker (Gründer der Scorpions) und die Gruppe Wise Guys.

## Auszeichnungen
- 2016: Live-Entertainment-Award in der Kategorie „Künstler- und Nachwuchsförderung des Jahres“
- 2017: Initiativpreis Deutsche Sprache

## Veranstaltungsorte
- 2007: Region Braunschweig, 10 Konzerte mit 28.000 Teilnehmern und 39.000 Zuhörern
- 2011: Niedersachsen, 83 Konzerte mit 135.000 Teilnehmern und 175.000 Zuhörern
- 2012:
  - Berlin, 5 Konzerte mit 17.000 Teilnehmern und 20.000 Zuhörern
  - Hamburg, 500 Teilnehmer und 1.000 Zuhörer
- 2013:
  - Westfalen, 19 Konzerte mit 50.000 Teilnehmern und 55.000 Zuhörern[5]
- 2014:
  - Saarland, 2 Konzerte mit 2.500 Teilnehmern
  - Oberhausen, 3 Konzerte mit 11.000 Teilnehmern
  - Düsseldorf, 2 Konzerte mit 6.000 Teilnehmern
  - Köln, 4 Konzerte mit 18.000 Teilnehmern und 21.000 Zuhörern[6][7]
  - Hamburg, 3 Konzerte mit 17.000 Teilnehmern[8]
  - Stuttgart, 1 Konzert mit 2.700 Teilnehmern[9]

- 2015:
  - Hannover, 7 Konzerte
  - Göttingen, 8 Konzerte
  - Lingen, 7 Konzerte
  - Oldenburg, 8 Konzerte
  - Quakenbrück, 10 Konzerte
  - Braunschweig, 10 Konzerte
  - Berlin, 4 Konzerte
  - Bremen, 3 Konzerte mit 12.000 Teilnehmern[10]
  - gesamt: 145.000 Teilnehmer

- 2016:
  - Bielefeld
  - Dortmund
  - Neubrandenburg
  - Münster
  - Potsdam
  - Rostock
  - Schwerin

- 2017:
  - Flensburg
  - Hamburg
  - Kiel
  - Köln
  - Lübeck
  - Offenbach

- 2018[11]:
  - Braunschweig, 4 Konzerte
  - Emden, 2 Konzerte
  - Frankfurt am Main, 2 Konzerte
  - Fulda, 2 Konzerte
  - Göttingen, 3 Konzerte
  - Hannover, 3 Konzerte
  - Kassel, 1 Konzert
  - Lingen, 3 Konzerte
  - Oldenburg, 3 Konzerte
  - Quakenbrück, 2 Konzerte
  - Stade, 3 Konzerte
  - Wetzlar, 1 Konzert

- 2019:
  - Rostock, 5 Konzerte
  - Neubrandenburg, 3 Konzerte
  - Bielefeld, 4 Konzerte
  - Wuppertal, 3 Konzerte
  - Berlin, 6 Konzerte
  - Trier, 3 Konzerte
  - Münster, 4 Konzerte
  - Schwerin, 2 Konzerte
  - Dortmund, 3 Konzerte
- 2020:
  - Gütersloh
  - Ludwigshafen
  - Bremen
  - Saarbrücken
  - Hamburg
  - Koblenz
  - Dresden
  - Mainz
  - Bonn
- 2023:
  - Braunschweig[12], 8 Konzerte
- 2024:
  - Hannover[13], 10 Konzerte
- 2025:
  - Wittlich[14]
  - Braunschweig (abgesagt)[15]

Bis Juni 2019 haben über 1,6 Mio. Menschen – über 730.000 Schüler und mehr als 900.000 Besucher – an den Liederfesten teilgenommen.

## Lieder
- Klasse, wir singen, Text: Brigitte Antes, Melodie: Gerd-Peter Münden
- Alle Vögel sind schon da, deutsches Frühlings- und Kinderlied, Text: Hoffmann von Fallersleben, Musik: Marie Nathusius
- Bist du fröhlich, dann mach mit und sing mit uns, nach dem englischen Kinderlied If You’re Happy and You Know It (mündliche Überlieferung)
- Bruder Jakob, ein vierstimmiger Kanon nach dem französischen Lied Frère Jacques (mündliche Überlieferung)
- Der Mond ist aufgegangen, nach einem Gedicht von Matthias Claudius um 1779, Melodie um 1790 von Johann Abraham Peter Schulz
- Die Reise der Sonne, Text: Eva Rechlin,[16] Melodie: Heinz Lemmermann
- Hab ’ne Tante aus Marokko (Volksgut)
- Hey, Pippi Langstrumpf, Text und Melodie: von Wolfgang Franke, Jan Johansson und Konrad Elfers
- I like the flowers (Kanon, englisches Volksgut)
- Im Land der Blaukarierten, Text und Musik: Klaus Hoffmann
- Kein schöner Land in dieser Zeit, Text: Anton Wilhelm von Zuccalmaglio
- Meine Biber haben Fieber, Text: Wolfgang Hering und Bernd Meyerholz
- Morning Has Broken, Text: Eleanor Farjeon
- Nach dieser Erde, Text: Gerd Kern, Melodie: Don McLean
- Wir werden immer größer, Text: Volker Ludwig, Musik: Birger Heymann
- Zwei kleine Wölfe (Volksgut)

Zu den Liederfesten in Köln im Juni 2014 gab es kölsche „Austauschlieder“:
- Unsere Stammbaum, Text und Musik: Karl-Friedrich Biermann, Ralph Gusovius, Hans Rudolf Knipp, Günther Lückerath, Hartmut Priess, Wilhelm Schnitzler, Peter Schütten und Ernst Stoklosa (Musiker der Kölner Mundart-Musikgruppe Bläck Fööss)
- Viva Colonia, Text und Musik: Hannes Schöner, Peter Werner-Jates, Henning Krautmacher, Ralf Rudnik und Janus Fröhlich (Musiker der Kölner Musikgruppe Höhner)